# Svenska mästerskapen i fälttävlan 1996
Svenska mästerskapen i fälttävlan 1996 avgjordes i Mellerud . Tävlingen var den 46:e upplagan av Svenska mästerskapen i fälttävlan.

## Resultat
| Placering | Ryttare           | Häst             |
| --------- | ----------------- | ---------------- |
| 1         | Sara Algotsson    | Robin des Bois   |
| 2         | Magnus Österlund  | Robin            |
| 3         | Anna Wessman      | Galloways        |
| 4         | Anna Nilsson      | Nova             |
| 5         | Anne Persson      | Figaro           |
| 6         | Michael Petersson | Ulster Chieftain |